# Oldenlandia polyphylla
Oldenlandia polyphylla är en måreväxtart som beskrevs av Ignatz Urban. Oldenlandia polyphylla ingår i släktet Oldenlandia och familjen måreväxter. Inga underarter finns listade i Catalogue of Life.